# Ильиновка (Оренбургская область)
Ильиновка — посёлок в Пономарёвском районе Оренбургской области. Входит в состав Ключёвского сельсовета.

## География
Посёлок находится на расстоянии примерно 12 км (по прямой) к востоку от села Пономарёвка, административного центра района.

### Часовой пояс
Посёлок Ильиновка, как и вся Оренбургская область, находится в часовой зоне МСК+2. Смещение применяемого времени относительно UTC составляет +5:00.

## История
Посёлок основан в 1920-х годах в рамках стремления местных жителей полностью освоить земельные ресурсы территории.

## Население
| 2010 |
| ---- |
| 19   |

### Национальный состав
Согласно результатам переписи 2002 года, в национальной структуре населения мордва составляла 90 % из 39 чел.